# Franz Dögl
Franz Dögl (* 15. Februar 1945 in Wien; † 13. November 2004 in Italien) war ein österreichischer Radrennfahrer und nationaler Meister im Radsport.

## Sportliche Laufbahn
Dögl gewann insgesamt drei Titel als Staatsmeister Österreichs auf der Bahn. 1977 siegte er in der Mannschaftsverfolgung und im Zweier-Mannschaftsfahren mit seinem langjährigen Partner Franz Buchelle. 1978 wurde er Meister im 1000-Meter-Zeitfahren. Auch bei Steherrennen war er häufig am Start. 1978 stellte er mit Schrittmacher Dieter Durst im Ferry-Dusika-Hallenstadion mit 74,540 km einen Stundenweltrekord auf.
Er starb 2004 bei einem Unfall in Italien.